# Сіушка
Сіу́шка (рос. Сиушка, башк. Сиушка) — присілок у складі Белебеївського району Башкортостану, Росія. Входить до складу Донської сільської ради.
Населення — 140 осіб (2010; 90 в 2002).
Національний склад:
- росіяни — 87 %